# Боривітер савановий
Боривітер савановий (Falco rupicolus) — вид хижих птахів родини соколових (Falconidae).

## Поширення
Цей вид поширений в Південній Африці від північного заходу Анголи та південної частини Демократичної Республіки Конго до південної Танзанії та на південь до ПАР. Вид, зазвичай, асоціюють з посушливими районами, але також він трапляється у відкритих вологіших або напівпосушливих районах.

## Опис
Хижий птах середнього розміру, завдовжки від 30 до 33 сантиметрів. Дорослі самці важать від 183 г до 254 г, а самиці — від 190 до 280 г.